# Проскоково
Проско́ково (рос. Проскоково) — село у складі Юргинського округу Кемеровської області, Росія.

## Населення
Населення — 1749 осіб (2010; 1411 у 2002).
Національний склад (станом на 2002 рік):
- росіяни — 93 %